# Lucy Lee (estadounidense)
Lucy Lee (Torrance, California; 20 de mayo de 1980) es una actriz pornográfica y modelo erótica estadounidense de ascendencia asiática.
Después de graduarse en el Instituto de Torrance, Lee "ha trabajado en diferentes empleos plaza como en GAP, Jamba Juice, y empresas de este tipo antes de convertirse en estríper. Luego entró en el negocio de la pornografía, cuando conoció a Vince Vouyer, mientras bailaba en el club de the Body Shop en West Hollywood. Ha aparecido en cerca de 300 películas.
Lee eligió su nombre artístico de Lucy Lee porque la gente la llamaba en broma Lucy Liu debido a su parecido. Se decidió por Lee porque sonaba similar.

## Premios
- Nominación al Premio AVN 2006 en la Mejor Escena de Sexo en Grupo, Film (Scorpio Rising)[2]